# Denis Dodart
Denis Dodart ( 1634 – 1707) fue un médico, naturalista y botánico francés. Estudió en la Universidad de París, obteniendo su doctorado en medicina el 13 de octubre de 1660, y fue elegido en la Academia Francesa de Ciencias, en 1673. En botánica fue un notable estudioso pionero en respiración y crecimiento vegetal. Colaboró con el grabador francés Nicolas Robert en varias obras ilustradas incluidas Estampas de Plantas (enlace roto disponible en Internet Archive; véase el historial, la primera versión y la última). and Mémoires pour servir á l'Histoire des Plantes.
Su padre Jean Dodart fue un notario parisino y su madre Marie Dubois era hija de un abogado.
Fue médico de Ana Genoveva de Borbón-Condé, del Conde de Longueville, y de Ana María Martinozzi.

## Obra

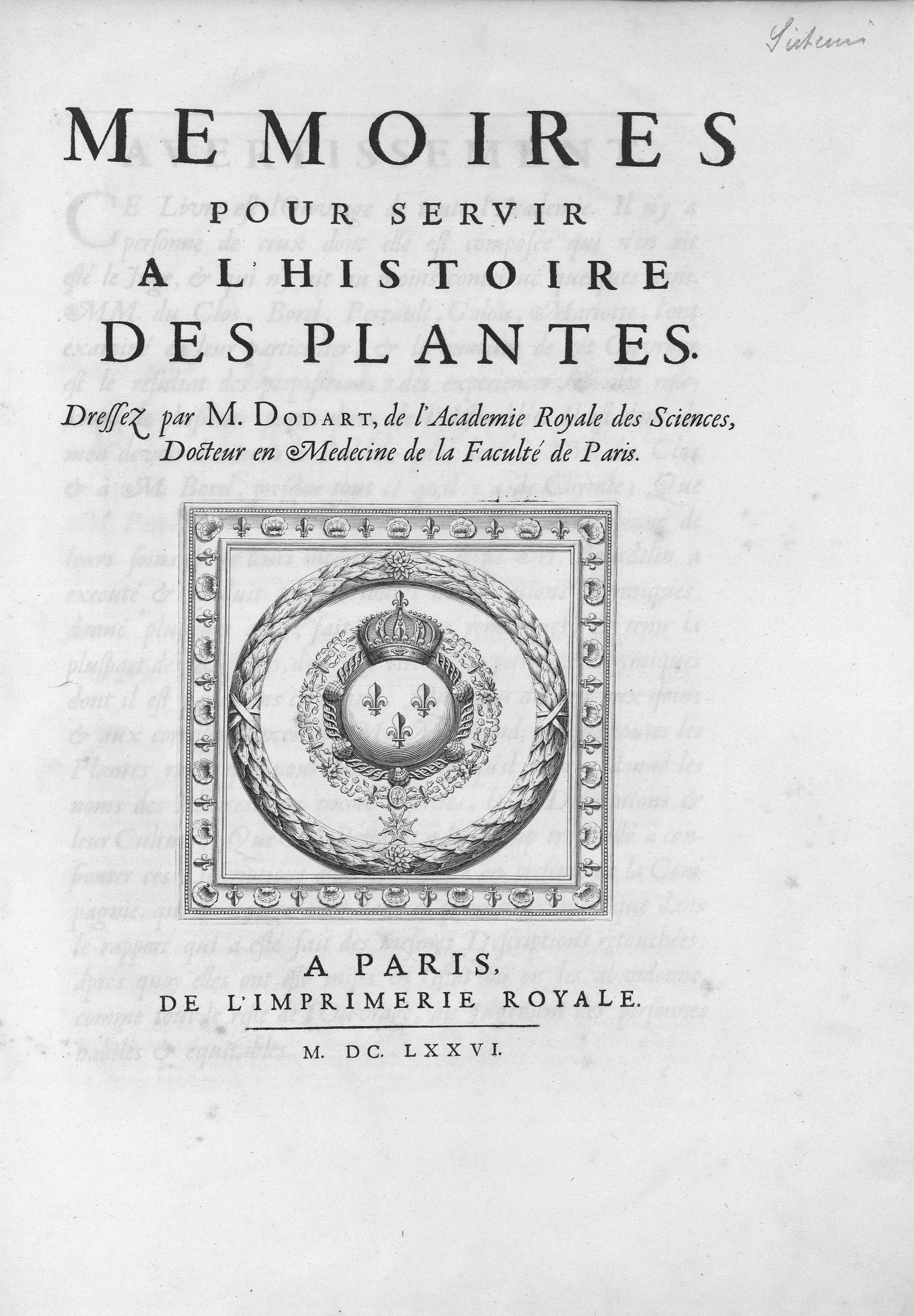
Memoires pour servir a l'histoire des plantes, 1676

- Ergo in hydrope mittendus sanguis. Paris, 1660
- De febridus balneum. Paris, 1660
- Mémoires pour servir a I'histoire des plantes. Paris, 1676
- Non ergo carnes quovis alio cibo salubriores. Paris, 1677
- De cancro hydraugyro. Paris, 1682
- Médecine des pauvres. Paris, 1692
- Ergo febribus acutis e carnibus juscula. Paris, 1700
- An omnis morbus a coagulatione. Paris, 1703
- Medicina statica Gallica. Paris, 1725

### Selección de ensayos en Histoire de l'Académie Royale des Sciences
- Mémoires sur les causes de la voix de l'homme et de ses différents tons. In: Histoire de l'Académie royale des sciences. 1700, pp. 244–274
- Notes sur le Mémoire precedent. In: Histoire de l'Académie royale des sciences. 1700, pp. 254-293
- Supplément au mémoire sur la voix et les tons. Première partie. In: Histoire de l'Académie royale des sciences. 1706, pp. 136
- De la difference des tones.... 1706 pp. 388
- Supplément au mémoire sur la voix et les tons. Seconde partie. En: Histoire de l'Académie royale des sciences. 1707, pp. 66–81

## Honores

### Epónimos
Género
- Dodartia (Tourn.)[2][3]L.
- Especies:
- (Urticaceae) Urtica dodartii[4] fue nombrada por el genial Linneo, aunque hoy es considerada una variedad de Urtica pilulifera, la ortiga romana (U. pilulifera L. var. dodartii (L.) Asch.)
- (Plumbaginaceae) Limonium dodartii Kuntze[5]

- La abreviatura «Dod.» se emplea para indicar a Denis Dodart como autoridad en la descripción y clasificación científica de los vegetales.[6]